# 食堂かたつむり
『食堂かたつむり』（しょくどうかたつむり）は、小川糸による2008年の日本の小説。2011年7月、イタリアの文学賞であるバンカレッラ賞料理部門賞を受賞。

## あらすじ
同棲していた恋人に家財道具一式や祖母から受け継いだ調理道具、祖母とともに漬けた梅干などの食材全てを持ち逃げされ、ショックから声を失った倫子は、夜行バスで故郷に帰って食堂「食堂かたつむり」を開く。食堂かたつむりの客は予約制で一日一組とし、事前に面接をして要望などを聞きメニューを組み立てる。倫子のつくる料理を食べた客には次々と奇跡が起き、特に恋愛関係の願いが叶う食堂との噂になったが、惚れ薬としてイモリの黒焼きを粉にしたものを料理に混ぜ込んでいるのではとの通報があったと保健所が調査に来たこともあった。
2月半ばにスナック・アムールでのパーティーに招待され、おかんとネオコンとの間に肉体関係のないことが判明し、さらにおかんが婚約者から捨てられ失恋し、行きずりの男の精子を水鉄砲により注入した処女懐妊でできた子であると知らされる。ある日、おかんから癌で余命が半年であり、担当医としてシュウ先輩と再会したと聞かされた。後日シュウ先輩はおかんを連れて食堂かたつむりを訪れる。倫子にルリコとの結婚の許しを請いにきたシュウ先輩に、倫子は承諾の返事をする。そして式や結婚披露宴の日取りが5月の連休と決まり準備も始まったある日、倫子に披露宴のプロデュースとエルメスを披露宴の食材にしてほしいと最後のお願いをされ、ルリコが静かにお別れをした次の日に熊さんの親友の家でエルメスを屠畜し解体したが、血の一滴も無駄にはしないと信念を持って倫子が解体の責任者となりナイフで頸動脈を切断した。
ルリコを見送った後、お世話になった人への挨拶回りや修一のマンションを訪ねた夜に、ふくろう爺の鳴き声が途中で止まったので、屋根裏を覗くとふくろう爺の正体判明とともにルリコからの手紙を発見する。それからしばらくは失意のままルリコが大量に購入していたインスタントラーメンの食事で済ましていたが、ある日鳩が窓に衝突死したのを抱きかかえたときに「死を無駄にしてはだめでしょう」とルリコの声が聞こえ、鳩を調理して食べると、失っていた声が戻り、食堂かたつむりとともに前向きに生きていくことを決意する。

## 登場人物等
倫子（りんこ）
25歳。本名は倫子だが村の人からは「りんごちゃん」と呼ばれる。不倫の子だから倫子と名付けられたと思い込み、自分でも名前が嫌だった。母親との確執から10年前の中学校卒業式の夜に実家を出て夜行バスで上京し、都会の外れの一軒家である祖母の家に下宿していたが、数年後にバイトから帰宅すると祖母は眠るように亡くなっていた。喪失の中でインド人の男性と出会い同棲を初めて3年後のある日、バイトから帰宅した時、男性とともに部屋に一切の家財道具が無くなっていた。さらにはショックから失声症となり、玄関ドア脇のガスメーターのスペースに入れておいて唯一残されていたぬか床を抱えて失意のまま実家に戻る。実家の物置小屋を改装し食堂「食堂かたつむり」を開業する。
ルリコ
倫子の母親で、倫子は「おかん」と呼ぶ。自宅敷地内に「スナック・アムール」を開いている。自由奔放な性格だが倫子には厳しく、倫子から敬遠されている。
祖母
ルリコの実母。倫子が料理店を開く夢を持つきっかけとなった人で、彼女の遺したぬか床は倫子が受け継いだ。ルリコの幼少の頃、妻子ある政治家の愛人となってルリコを残して駆け落ち同然で家を出ていき、ルリコは親戚や施設を転々する生活を送っていた。倫子には同じ思いはさせたくないと、スナック・アムールを開店したと修一から聞かされた。
アリババ
インド人男性で、倫子と同棲していた。ベジタリアン。倫子がバイトするトルコ料理店の隣のインド料理店で、平日はホール担当、週末はベリーダンスショーのバックミュージシャンとして働いていた。店の裏にゴミを持っていく時に顔を合わせるようになり、意気投合した。
ネオコン
スナック・アムールの客で、ルリコの愛人だが肉体関係は無い。地元の建設業「根本恒夫コンクリート建設」の社長。ふぐの調理ができる。
熊さん
本名は熊吉らしいが村の人は熊さんと呼ぶ。妻と子どもが出て行って母親と二人暮らし。かつて小学校の臨時職員として働いていたことがあり、倫子を始めとする子ども達のアイドル的存在だった。嫁が出て行った愚痴や不満をルリコに聞いてもらっていたなどの恩もあり、ルリコに頼まれて、倫子のために一肌脱ぐ。
シニョリータ
熊さんの嫁、アルゼンチン出身で熊さんよりも年下。本来の名前はセニョリータである可能性が高いと倫子は推測するが、訛っているせいなのか、熊さんはシニョリータと呼ぶ。美人で性格は良かったが、都会志向のため姑である熊さんのお母さんと険悪になり、娘を連れて出て行ってしまった。熊さんが食堂かたつむりの最初の客として倫子の料理を食べた翌日に、大事な忘れ物を取りに家に来てすぐ帰ったという。
お妾さん
地元の有力者の妾であったが、有力者の死後、性格は一変し寡黙になり、常に喪服を着るようになった。
桃ちゃん
村の女子高生。料理でサトル君と両思いにしてほしいと倫子に依頼する。
跡取りさん
農家の跡取り息子で背は低い。平日は隣町の役場に勤めて週末のみ畑仕事を手伝っている。肉や魚を使う西洋料理が好き。
相手の女性
高校の国語教師で長身。どちらかといえば菜食主義者に近い。跡取りさんとお見合いする。
お見合いおばさん
スナック・アムールの客。跡取りさんと先生のお見合いの料理を倫子にお願いする。
謎の男性
熊さんの知り合いの男性で、事前のメールでも必要最低限の連絡だった。午後の1時間しか時間が取れないことから、倫子はフルーツサンドを提供したが、直後にサンドに毛髪が着いているとクレームをいれられた。後日、村の外れでベーカリーを営んでいるが最近は客足が減っていると熊さんから聞く。
梢ちゃん
おかっぱ頭の小学生。11月後半に食堂かたつむりに駆け込んでくる。捨てうさぎを拾ったが親に反対されてこっそり飼っていたが、最近餌を食べなくなったという。
クリーニング屋の一家
認知症が進んだおじいさんを高齢者施設に入れる前の最後の食事として、おじいさんの好物であるお子様ランチを家族で食べたいと倫子に依頼する。
ハルミ君とサクラちゃん
ゲイのカップルで駆け落ちして村にたどり着いた。クリスマスの日の夜に熊さんの協力で、村はずれのバンガローまでケータリングした。
シュウ先輩
本名は修一。ルリコの高校の先輩で初恋の相手。ルリコが高校を卒業するまではプラトニックな交際を続けていたが、関西の大学の医学部に進学し、1年後にルリコが京都の短大に合格し訪ねてみると転居していた。約30年後、医師としてルリコと再会した。ルリコのためにバリアフリーのマンションを購入した。
ふくろう爺
実家の屋根裏に生息する梟。夜12時ぴったりに12回鳴き声をあげる。
エルメス
ルリコが飼っている豚。生後4週間の頃ルリコに引き取られた。エルメスという名前は、豚の種類であるランドレース種の頭文字の「エル」とメス豚の「メス」からルリコが造語し命名した。
トルコ料理店
色々な飲食店のバイトをした倫子でも、トルコ料理店でのアルバイトが一番長く、祖母の生前から働き始め、隣の店のスタッフであったアリババと恋仲になり同棲を始めたが、3年後全てを持ち去られ故郷へ帰る決意をするまでの5年弱、ほぼ毎日正社員のように勤務しており、後半は厨房でトルコ人のコックとともに腕を奮っていた。賄いは有料のため倫子は毎朝おにぎりを作って持っていった。
おっぱい山
倫子の故郷の山で、こんもりと盛り上がった山が2つ寄り添うように並んでいる。高さは同じぐらいでともに頂上に岩があり、遠くから見ると寝そべった女の人の乳房に見えることから、村の人々はおっぱい山と呼んでいる。おっぱい山の谷間の渓谷にバンジージャンプ台が設置され、日本でも有数の施設と全国ニュースでも紹介された。
ルリコ御殿
もともとはネオコンが所有していた土地で、広い敷地には母屋やルリコ経営のスナック・アムール、食堂かたつむりとなる物置小屋、畑が点在している。村の人は陰でルリコ御殿と呼ぶ。
食堂かたつむり
ネオコンがモデルハウスとしていた物を持ち込んだもので、物置小屋としていた。ルリコの許可を得て、倫子と熊さんの二人三脚で改装した。テーブルは、生前大工をしていた熊さんの父が作ったものを貰い、廃校になった隣町の中学校から薪ストーブを熊さんが調達してきて、熊さんの隣の家（お妾さん）の蔵で眠っていたシャンデリアを、椅子は倫子が古道具屋で見つけた音楽堂で使われていた椅子。壁面は村に滞在のアーティストに描いてもらった。

## 映画
2010年に公開。

### キャスト
- 倫子 - 柴咲コウ（幼少期：佐々木麻緒）
- ルリコ - 余貴美子
- 熊さん - ブラザートム
- ネオコン（根岸恒夫） - 田中哲司
- 桃ちゃん - 志田未来
- サトルくん ‐ 桜田通
- ミドリ - 満島ひかり
- 雅子さん ‐ 徳井優
- 山さん ‐ 諏訪太朗
- 源さん ‐ 佐藤二朗
- ミドリの父 ‐ 山崎一
- ミドリの祖父 ‐ 上田耕一
- お妾さん - 江波杏子
- シュウ先輩（修一） -  三浦友和
- 倫子の祖母 -  草村礼子
- 噂を聞きつけた女子高生 - 瀧本美織

### スタッフ
- 監督：富永まい
- 原作：小川糸「食堂かたつむり」（ポプラ舎刊）
- 脚本：高井浩子
- 音楽：福原まり
- エグゼクティブプロデューサー：三宅澄二
- 製作委員会：ミコット・エンド・バサラ、東宝、アミューズ、キングレコード、TBSテレビ、ショウゲート、ポプラ社、SME Records、日本出版販売、毎日放送、大広、中部日本放送、RKB毎日放送、TSUTAYAグループ、Yahoo! JAPAN
- 製作：木下泰彦、島谷能成、畠中達郎、重村博文、氏家夏彦、百武弘二、坂井宏先、村松俊亮、宮路敬久、辰巳隆一、倉田育尚、林尚樹、松田英紀、大宮敏靖、喜多埜裕明
- 企画：市川南
- プロデューサー：渡邉直子、亀田裕子、赤城聡、仁平知世
- ラインプロデューサー：森太郎
- プロダクション統括：塚田泰浩
- 撮影：北信康
- 照明：渡部嘉
- 録音：橋本泰夫
- 美術：小澤秀高
- 装飾：松田光畝
- 編集：森下博昭
- スクリプター：牧野千恵子
- ヘアメイク：佐藤光栄
- 衣裳：櫻井まさえ
- 助監督：村上秀晃
- 製作担当：関浩紀
- 料理制作：吉岡知子
- VFXスーパーバイザー：佐竹淳
- アニメーションディレクター：坂井治
- 音楽プロデューサー：杉田寿宏
- 制作プロダクション：ミコット・エンド・バサラ、東宝映像制作部
- 配給：東宝

### 評価
- TBSラジオ「ライムスター宇多丸のウィークエンド・シャッフル」のシネマハスラー2010年全映画ランキングでは対象56作品中ワースト2位。

## 出版情報
- 『食堂かたつむり』（2008年1月 ポプラ社 ISBN 9784591100639）
- 『食堂かたつむりの料理』料理：オカズデザイン（2010年1月 ポプラ社 ISBN 9784591115039）
- 『食堂かたつむり（文庫）』（2010年1月 ポプラ文庫 ISBN 9784591115015）
- 『食堂かたつむり（コミックス）』作画：鈴木志保 （2010年1月 ポプラ社 ISBN 9784591115381）